# Strymon excessa
Strymon excessa är en fjärilsart som beskrevs av Tutt. Strymon excessa ingår i släktet Strymon och familjen juvelvingar. Inga underarter finns listade i Catalogue of Life.